# Gale argentée

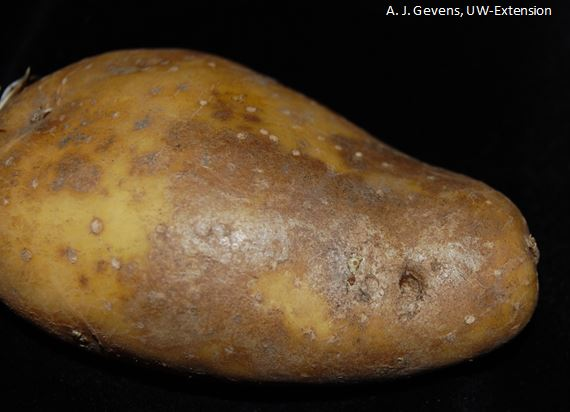
Tubercule de pomme de terre atteint de la gale argentée.

La gale argentée, ou « maladie des taches argentées », est une maladie fongique de la pomme de terre causée par Helminthosporium solani Dur. & Mont., champignon ascomycète de la famille des Massarinaceae. Elle se manifeste par la formation de taches claires à la surface des tubercules.
Cette maladie se développe surtout pendant la phase de conservation et affecte grandement la qualité des tubercules atteints mais n'a pas d'incidence agronomique. 

## Symptômes
La gale argentée se manifeste par la formation de taches claires irrégulières, argentées, à la surface des tubercules qui se remarquent plus facilement sur les tubercules lavés. Ces taches sont progressivement marquées de points noirs qui correspondent aux conidiophores du champignon. L'intérieur des tubercules n'est pas atteint.
Les tubercules ont tendance à se ratatiner sous l'effet d'une certaine déshydratation induite par les atteintes de la peau, qui favorisent aussi l'apparition d'autres maladies fongiques.
Les symptômes de la gale argentée peuvent être confondus avec ceux de la dartrose (causée par Colletotrichum coccodes).

## Cycle biologique
Helminthosporium solani, l'agent de la gale argentée, se développe surtout dans certaines conditions de température (optimum vers 20 à 24 °C) et d'humidité (supérieure à 90 %). C'est un parasite spécifique de la pomme de terre.

## Prévention et traitement
Le développement de la maladie pendant le stockage est fortement freiné par le séchage rapide des pommes de terre et le maintien de la température au-dessous de 5 °C. 
L'utilisation de plants indemnes est recommandée.